# Хорикоси, Харуёси
Харуёси Хорикоси (яп. 堀川 春好 Хорикоси Харуёси, род. 23 марта 1945 года) — японский айкидока, обладатель 7 дана школы Айкикай. Начал тренироваться в клубе айкидо университета Хосэй под руководством Садатэру Арикавы. Также занимался у Морихэя Уэсибы и Киссёмару Уэсибы. В последующие годы тренировался и преподавал (с 1982 года) в додзё Ясуо Кобаяси. С 1983 года преподавал за границей — на Тайване, в Канаде, Швеции, Финляндии и США. Работал главой иностранных сношений в додзё Кобаяси, преподавал в нескольких додзё в восточной части префектуры Сайтама. Имеет собственное додзё, расположенное в городе Касукабэ.
С 2004 года проводит семинары в России (Санкт-Петербург, Петрозаводск).